# Photinia mexicana
Photinia mexicana là loài thực vật có hoa trong họ Hoa hồng. Loài này được (Baill.) Hemsl. miêu tả khoa học đầu tiên năm 1880.